# Суомуссалмі
Суомуссалмі (фін. Suomussalmi) — муніципалітет Фінляндії на північному сході в провінції Кайнуу в губернії Оулу. Чисельність населення становить 9 182 осіб 2010; загальна площа комуни — 5 857,94 км² з яких 587,18 км² складає водна поверхня. Заснована в 1867 році.

## Історія
На території комуни багато унікальних археологічних знахідок кам'яної доби. Збереглася «Кольорова скеля» в Хосса, з наскельними малюнками періоду 2,5 — 1,5 тис. років до н. е.. У південній частині озера Kianta на старому острові виявлено тимчасове фінське поселення післяльодовикового періоду.

## Битва під Суомуссалмі
Бойові дії між радянськими і фінськими військами біля селища Суомуссалмі в ході Радянсько-фінської війни 1939—1940 років, що тривали з 7 грудня 1939 року по 8 січня 1940 року, отримали найменування Битва під Суомуссалмі. Результатом битви стала поразка Великої Червоної Армії, мало вплинула на результат війни, але значно зміцнила бойовий дух фінів. Подіям воєнного часу присвячена виставка в музеї «Ворота на Раате» (фін. Raatteen Portti) і справжня (відновлена в 1993—1994 роках) землянка з траншеями на лінії річки Пурасйокі.
У Суомуссалмі поховані
- Кесар Андрєєв — керівник розвідувальної роти 81-го гірсько-стрілецького полку 163-ї стрілецької дивізії 9-ї армії, загиблий в ході боїв.
- Борис Левін (1899—1940) — радянський письменник, кіносценарист.
- Поляков Михайло — український солдат.

У 1994 р. у 800 м від дороги на Раате у бік російського кордону встановлений російський меморіал загиблим солдатам в період війни 1939—1940 рр. «Скорботна Росія». Це перший військовий меморіальний пам'ятник, присвячений Зимовій війні і встановлений поза територією Росії. Скульптор Олег Комов. Пам'ятник був освячений Патріархом всієї Русі Олексієм II під час його візиту до Фінляндії 19 вересня 1994 р.
У Кархуланваара, близько Суомуссалмі, знаходиться монумент «Полум'я» — пам'ятник усім боям у Суомуссалмі.

## Туризм

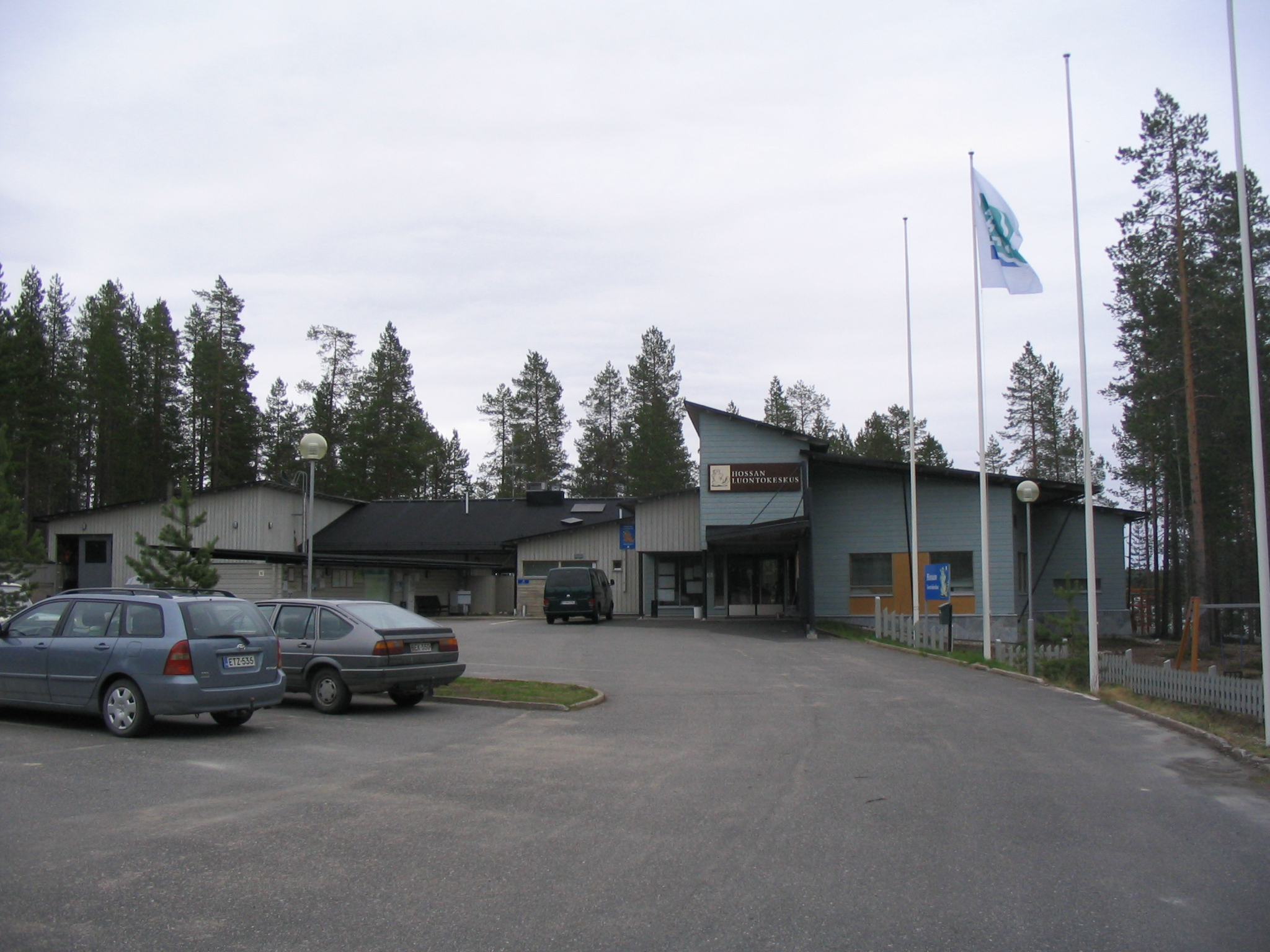
Хосса — центр

Комуна Суомуссалмі популярна своїм регіоном Хосса — ідеального місця для пішого туризму серед річок, озер і гірських хребтів. У туристичній зоні Хосса позначені піші стежки, влаштовані навіси для відпочинку та маленькі хатинки. Крім того, Хосса є найкращою територією в регіоні Суомуссалмі для водного туризму, рибалки і мисливства. У зимовий час створені машиною лижні (5 км, 10 км, 15 км) дають можливість відпочинку для любителів лиж. Існує освітлена лижня 3 км, а також варіант до 60 км. Передбачені можливості походів на мотосанях, катання на оленячих або собачих упряжках.
Заповідник відомий своїми можливостями спостерігати і фотографувати ведмедів в природному середовищі проживання.

### Пам'ятки
Краєзнавчий музей Суомуссалмі розташований в Кіркконіемі. У будинку-музеї представлена обстановка житла і двору кінця XVII століття. На території музею знаходиться 15 будівель і розміщена велика просмолена човен як зразок ремесел того часу.
Замок Тур'янлінна, що знаходиться на березі озера Кіанто, побудований відомим письменником Ілмарі Кіанто, магазини ручної роботи Oilola і Jalonniemi, композицію «Мовчазний народ» Рейо Кела та ін. Композиція «Мовчазний народ» розташована в 30 км на північ від центру Суомуссалмі по трасі.

## Транспорт
Аеропорти
До найближчого аеропорту в Каяані — 100 км (з Гельсінкі до Каяані з понеділка по п'ятницю літаки літають 3 рази на день, а також по суботах і неділях 2 рази на день). З ранкового та вечірнього рейсу літака в центр Суомуссалмі ходять автобуси аеропорту (2 рейси / на добу), в інший час можна добиратися автобусами через Каяані. До аеропорту Оулу — 200 км.
Залізничний транспорт
Найближча залізнична станція розташована в Контіомякі. Зі станції відправляються автобуси, як на південь, так і на північ. З поїздів, що прибувають, можна пересісти на автобус, наступний у Суомуссалмі (крім ранку в неділю).
Автомобільний транспорт
Найбільш значущі маршрути, які проходять через регіон Суомуссалмі — це шосе 5 /  і траса «Via Karelia».